# DDR-Meisterschaften im Turnen 1982
Die DDR-Meisterschaften im Turnen wurden 1982 zum 33. Mal ausgetragen und fanden vom 17. bis 19. Dezember in der Leipziger Messehalle 7 statt. Im Mehrkampf gewann Frank Bouchard vom SC DHfK Leipzig und bei den Frauen verteidigte Maxi Gnauck vom SC Dynamo Berlin ihren Titel aus dem Vorjahr erfolgreich.

## Männer

### Mehrkampf

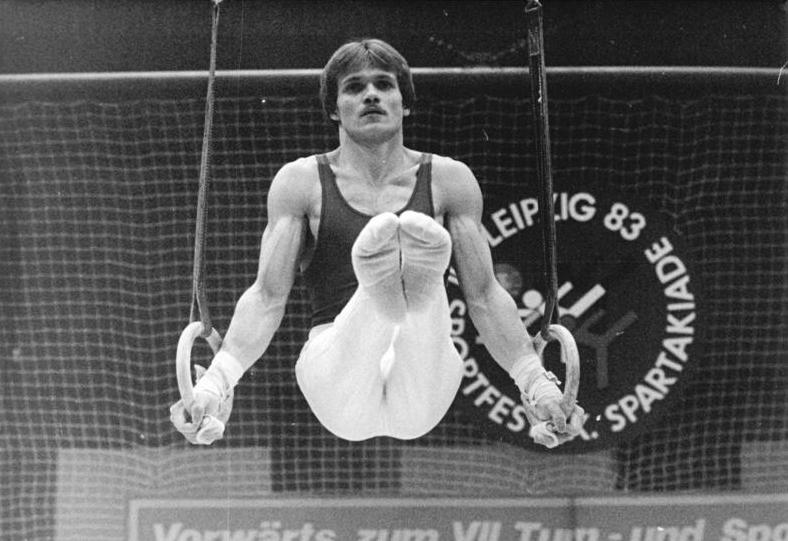
Mehrkampfmeister Frank Bouchard

Am Mehrkampfprogramm nahmen 29 Turner teil. Der schon nach der Pflicht in Führung liegende Frank Bouchard sicherte sich nach der Kür klar den Titel vor Holger Behrendt und Michael Nikolay. Der 6fache Mehrkampfmeister und Titelverteidiger Roland Brückner fehlte verletzungsbedingt.
| Pl. | Name            | Verein               | Punkte  |
| --- | --------------- | -------------------- | ------- |
| 1   | Frank Bouchard  | SC DHfK Leipzig      | 112,675 |
| 2   | Holger Behrendt | ASK Vorwärts Potsdam | 111,450 |
| 3   | Michael Nikolay | SC Dynamo Berlin     | 111,050 |
| 4   | Bernd Jensch    | ASK Vorwärts Potsdam | 110,650 |
| 4   | Jens Fischer    | SC Cottbus           | 110,650 |
| 6   | Andreas Hirsch  | SC Dynamo Berlin     | 110,125 |

### Gerätefinals
Datum: 19. September – mit 3.000 Zuschauern ausverkaufte Messehalle

An allen Geräten gab es neue Titelträger. Mehrkampfmeister Frank Bouchard sicherte sich den Titel am Barren und teilte sich mit Ulf Hoffmann den Titel am Reck. Der 17-jährige Sylvio Kroll errang im Sprung den ersten Meistertitel für den SC Cottbus. Die anderen Titel sicherten sich Andreas Eichelbaum am Boden, Michael Nikolay am Pauschenpferd und Hubert Brylok an den Ringen.

#### Boden
| Pl. | Name               | Verein               | Punkte |
| --- | ------------------ | -------------------- | ------ |
| 1   | Andreas Eichelbaum | SC Dynamo Berlin     | 18,875 |
| 2   | Thorsten Mettke    | SC Dynamo Berlin     | 18,700 |
| 3   | Jens Fischer       | SC Cottbus           | 18,675 |
| 4   | Ulf Hoffmann       | SC Dynamo Berlin     | 18,650 |
| 5   | Hubert Brylok      | SC Chemie Halle      | 18,625 |
| 6   | Holger Behrendt    | ASK Vorwärts Potsdam | 18,600 |
| 7   | Andreas Hirsch     | SC Dynamo Berlin     | 18,500 |
| 8   | Bernd Jensch       | ASK Vorwärts Potsdam | 18,400 |

#### Pauschenpferd

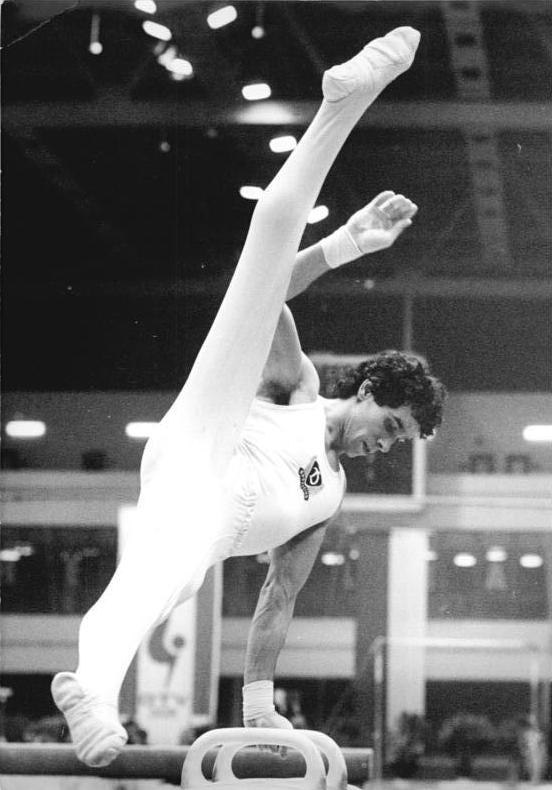
Michael Nikolay erfolgreich am Pauschenpferd.

| Pl. | Name            | Verein               | Punkte |
| --- | --------------- | -------------------- | ------ |
| 1   | Michael Nikolay | SC Dynamo Berlin     | 19,650 |
| 2   | Frank Bouchard  | SC DHfK Leipzig      | 19,125 |
| 2   | Holger Behrendt | ASK Vorwärts Potsdam | 19,125 |
| 4   | Ulf Hoffmann    | SC Dynamo Berlin     | 19,075 |
| 4   | Holger Zeig     | SC Dynamo Berlin     | 19,075 |
| 6   | Jürgen Nikolay  | SC Dynamo Berlin     | 18,950 |
| 7   | Ralf Quast      | ASK Vorwärts Potsdam | 18,925 |
| 8   | Mario Reichert  | ASK Vorwärts Potsdam | 18,250 |

#### Ringe
| Pl. | Name            | Verein           | Punkte |
| --- | --------------- | ---------------- | ------ |
| 1   | Hubert Brylok   | SC Chemie Halle  | 19,050 |
| 2   | Jens Fischer    | SC Cottbus       | 19,025 |
| 2   | Ulf Hoffmann    | SC Dynamo Berlin | 19,025 |
| 4   | Andreas Hirsch  | SC Dynamo Berlin | 18,900 |
| 5   | Lutz Hoffmann   | SC Dynamo Berlin | 18,800 |
| 6   | Thorsten Mettke | SC Dynamo Berlin | 18,650 |
| 7   | Frank Bouchard  | SC DHfK Leipzig  | 18,600 |
| 8   | Michael Nikolay | SC Dynamo Berlin | 18,575 |

#### Sprung
| Pl. | Name            | Verein               | Punkte |
| --- | --------------- | -------------------- | ------ |
| 1   | Sylvio Kroll    | SC Cottbus           | 19,250 |
| 2   | Hubert Brylok   | SC Chemie Halle      | 19,100 |
| 3   | Thorsten Mettke | SC Dynamo Berlin     | 18,900 |
| 4   | Jens Fischer    | SC Cottbus           | 18,825 |
| 5   | Holger Behrendt | ASK Vorwärts Potsdam | 18,800 |
| 6   | Lutz Hoffmann   | SC Dynamo Berlin     | 18,750 |
| 7   | Frank Bouchard  | SC DHfK Leipzig      | 18,500 |
| 8   | Ralf Quast      | ASK Vorwärts Potsdam | 18,450 |

#### Barren
| Pl. | Name            | Verein               | Punkte |
| --- | --------------- | -------------------- | ------ |
| 1   | Frank Bouchard  | SC DHfK Leipzig      | 19,225 |
| 2   | Bernd Jensch    | ASK Vorwärts Potsdam | 18,850 |
| 3   | Michael Nikolay | SC Dynamo Berlin     | 18,750 |
| 4   | Jens Fischer    | SC Cottbus           | 18,675 |
| 5   | Hubert Brylok   | SC Chemie Halle      | 18,625 |
| 6   | Ulf Hoffmann    | SC Dynamo Berlin     | 18,450 |
| 7   | Jürgen Nikolay  | SC Dynamo Berlin     | 18,175 |
| 8   | Holger Behrendt | ASK Vorwärts Potsdam | 18,150 |

#### Reck
| Pl. | Name            | Verein               | Punkte |
| --- | --------------- | -------------------- | ------ |
| 1   | Ulf Hoffmann    | SC Dynamo Berlin     | 19,200 |
| 1   | Frank Bouchard  | SC DHfK Leipzig      | 19,200 |
| 3   | Holger Behrendt | ASK Vorwärts Potsdam | 19,125 |
| 4   | Sylvio Kroll    | SC Cottbus           | 19,025 |
| 4   | Andreas Hirsch  | SC Dynamo Berlin     | 19,025 |
| 6   | Bernd Jensch    | ASK Vorwärts Potsdam | 18,800 |
| 7   | Ralf Quast      | ASK Vorwärts Potsdam | 18,400 |
| 8   | Jürgen Nikolay  | SC Dynamo Berlin     | 18,350 |

## Frauen

### Mehrkampf
Am Mehrkampfprogramm nahmen 34 Turnerinnen teil  Die Berlinerin Maxi Gnauck verteidigte ihren Titel mit noch nie dagewesenen 2,80 Punkten Vorsprang erfolgreich vor Franka Voigt und Sylvia Rau.
| Pl. | Name              | Verein                    | Punkte |
| --- | ----------------- | ------------------------- | ------ |
| 1   | Maxi Gnauck       | SC Dynamo Berlin          | 77,300 |
| 2   | Franka Voigt      | ASK Vorwärts Frankfurt/O. | 74,500 |
| 3   | Sylvia Rau        | SC Dynamo Berlin          | 74,100 |
| 4   | Susen Tiedtke     | SC Dynamo Berlin          | 73,900 |
| 5   | Gabriele Fähnrich | SC Dynamo Berlin          | 73,000 |
| 6   | Diana Morawe      | SC Einheit Dresden        | 72,550 |
| 7   | Astrid Heese      | ASK Vorwärts Frankfurt/O. | 72,400 |
| 8   | Rikki Danz        | SC Chemie Halle           | 72,000 |

### Gerätefinals
Datum: 19. September – mit 3.000 Zuschauern ausverkaufte Messehalle

Nach dem Sieg im Mehrkampf verteidigte Maxi Gnauck noch ihre Titel am Stufenbarren sowie am Boden und war darüber hinaus noch im Sprung erfolgreich. Für ihre Kürübung am Stufenbarren erhielt sie die Höchstnote 10. Den Titel am Schwebebalken teilten sich Franka Voigt und Susen Tiedtke. Die 13-jährige Tiedtke ist damit die jüngste Meisterin aller
Zeiten in der DDR.

#### Sprung
| Pl. | Name           | Verein                    | Punkte |
| --- | -------------- | ------------------------- | ------ |
| 1   | Maxi Gnauck    | SC Dynamo Berlin          | 19,300 |
| 2   | Michaela Ertel | SC Chemie Halle           | 18,725 |
| 3   | Andrea Petrich | SC Chemie Halle           | 18,700 |
| 4   | Franka Voigt   | ASK Vorwärts Frankfurt/O. | 18,450 |
| 5   | Susen Tiedtke  | SC Dynamo Berlin          | 18,325 |
| 6   | Diana Morawe   | SC Einheit Dresden        | 18,275 |
| 7   | Sylvia Rau     | SC Dynamo Berlin          | 18,225 |
| 8   | Astrid Heese   | ASK Vorwärts Frankfurt/O. | 18,025 |

#### Stufenbarren
| Pl. | Name              | Verein                    | Punkte |
| --- | ----------------- | ------------------------- | ------ |
| 1   | Maxi Gnauck       | SC Dynamo Berlin          | 19,875 |
| 2   | Franka Voigt      | ASK Vorwärts Frankfurt/O. | 18,975 |
| 3   | Jana Vogel        | SC Leipzig                | 18,700 |
| 3   | Gabriele Fähnrich | SC Dynamo Berlin          | 18,700 |
| 5   | Sylvia Rau        | SC Dynamo Berlin          | 18,475 |
| 6   | Susen Tiedtke     | SC Dynamo Berlin          | 18,350 |
| 7   | Astrid Heese      | ASK Vorwärts Frankfurt/O. | 18,150 |
| 8   | Ines Werner       | SC Dynamo Berlin          | 18,125 |

#### Schwebebalken
| Pl. | Name                 | Verein                    | Punkte |
| --- | -------------------- | ------------------------- | ------ |
| 1   | Franka Voigt         | ASK Vorwärts Frankfurt/O. | 18,750 |
| 1   | Susen Tiedtke        | SC Dynamo Berlin          | 18,750 |
| 3   | Maxi Gnauck          | SC Dynamo Berlin          | 18,525 |
| 4   | Katrin Weidensdorfer | TSC Berlin                | 18,425 |
| 5   | Gabriele Fähnrich    | SC Dynamo Berlin          | 18,275 |
| 6   | Rikki Danz           | SC Chemie Halle           | 18,025 |
| 7   | Sylvia Rau           | SC Dynamo Berlin          | 17,750 |
| 8   | Diana Morawe         | SC Einheit Dresden        | 18,300 |

#### Boden
| Pl. | Name                 | Verein                    | Punkte |
| --- | -------------------- | ------------------------- | ------ |
| 1   | Maxi Gnauck          | SC Dynamo Berlin          | 19,625 |
| 2   | Susen Tiedtke        | SC Dynamo Berlin          | 18,725 |
| 3   | Katrin Weidensdorfer | TSC Berlin                | 18,700 |
| 4   | Michaela Ertel       | SC Chemie Halle           | 18,625 |
| 5   | Angela Könnemann     | SC Empor Rostock          | 18,600 |
| 5   | Franka Voigt         | ASK Vorwärts Frankfurt/O. | 18,600 |
| 7   | Diana Morawe         | SC Einheit Dresden        | 18,400 |
| 8   | Ines Werner          | SC Dynamo Berlin          | 18,325 |

## Medaillenspiegel
| Platz | Verein                             | Verein                    | Gold | Silber | Bronze | Total |
| ----- | ---------------------------------- | ------------------------- | ---- | ------ | ------ | ----- |
| 1     | Logo vom SC Dynamo Berlin          | SC Dynamo Berlin          | 8    | 3      | 6      | 17    |
| 2     |                                    | SC DHfK Leipzig           | 3    | 1      | –      | 4     |
| 3     | Logo vom SC Chemie Halle           | SC Chemie Halle           | 1    | 2      | 1      | 4     |
| 4     | Logo vom ASK Vorwärts Frankfurt/O. | ASK Vorwärts Frankfurt/O. | 1    | 2      | –      | 3     |
| 5     | Logo vom SC Cottbus                | SC Cottbus                | 1    | 1      | 1      | 3     |
| 6     | Logo vom ASK Vorwärts Potsdam      | ASK Vorwärts Potsdam      | –    | 3      | 1      | 4     |
| 7     | Logo vom SC Leipzig                | SC Leipzig                | –    | –      | 1      | 1     |
| 7     | Logo vom TSC Berlin                | TSC Berlin                | –    | –      | 1      | 1     |
|       | Total                              | Total                     | 14   | 12     | 11     | 37    |

## Randnotizen
Im Rahmen der Meisterschaften wurde der Weltmeister im Pferdsprung Ralf-Peter Hemmann vom Wettkampfsport verabschiedet.